# Обоснованный риск
Обоснованный риск — одно из обстоятельств, исключающих преступность деяния. Обоснованный риск представляет собой правомерное поведение (действие или бездействие) лица, направленное на достижение общественно полезной цели, при осуществлении которого имеется вероятность наступления неблагоприятных последствий, в том числе причинения вреда охраняемым уголовным правом интересам и благам.
Примером ситуации, связанной с обоснованным риском, могут быть испытания новых транспортных средств (автомобилей, самолётов и т.д.), направленные на выявление скрытых дефектов проектирования, так как при таких испытаниях всегда существует вероятность аварии данного транспортного средства, результатом которой может стать причинение материального ущерба или даже гибель испытателя. Другими сферами, в которых ситуация обоснованного риска также встречается достаточно часто, являются медицина и коммерческая деятельность.

## Характеристика риска
Как правило, обоснованный риск связан с профессиональной деятельностью лица. Отдельные учёные допускают немногочисленные случаи, когда обоснованный риск возможен и в бытовых условиях, другие же утверждают, что риск возможен только в рамках профессиональной деятельности.
Выделяют несколько видов риска: производственный (связанный с производством товаров), хозяйственный (при осуществлении обычной предпринимательской деятельности), коммерческий (в рамках финансовой: биржевой, банковской, инвестиционной деятельности), научно-технический (сопряжённый с испытанием и внедрением новых научных разработок), организационно-управленческий (основанный на невозможности точно предсказать последствия конкретного управленческого решения).
Есть несколько условий, которые определяют обоснованность риска и, следовательно, возможность освобождения лица от ответственности. В частности, рискованные действия должны совершаться для достижения общественно-полезной цели, достижение которой иными средствами невозможно, они не должны по своей сути являться правонарушающими (т.е. не должны быть запрещёнными лицу), а у лица должна иметься реальная возможность предотвратить вред, основанная на его профессиональной подготовке. Отсутствие любого из этих условий исключает признание риска обоснованным.

## Согласие на риск
Как правило, в случае, когда под угрозу ставится жизнь и здоровье конкретного человека (например, пациента или лётчика-испытателя), для признания риска обоснованным требуется информирование данного лица о возможности причинения таких последствий и получение его добровольного согласия на совершение рискованных действий.
Так, медицинское вмешательство, согласно Конвенции о правах человека и биомедицине 1996 года, а также другим международным и национальным актам, может осуществляться лишь в случае добровольного согласия лица. Исключением могут являться лишь случаи, когда само лицо не может дать такого согласия ввиду малолетства или нарушений психики, а вмешательство является необходимым для предотвращения вреда его жизни или здоровью. Кроме того, добровольное согласие пациента является обязательным условием при испытании новых лекарственных средств и клинических методик.
Аналогичное согласие требуется и от лиц, профессиональная деятельность которых связана с опасностью для их жизни или здоровья (лётчики, космонавты, каскадёры, профессиональные спортсмены и др.). Как правило, оно даётся в письменной форме однократно, при приёме на соответствующую работу.

## Вина при обоснованном риске
Рискованные действия лицо всегда совершает умышленно. Спорным является вопрос о форме вины, связанной с превышением пределов обоснованности риска. Одни учёные считают, что такое превышение возможно только умышленно, другие же, напротив, указывают, что обязательное требование принятия всех достаточных мер для предотвращения риска исключает обоснованность риска в ситуации, когда лицо умышленно пошло на риск при отсутствии достаточных оснований полагать, что вред может быть предотвращён, и, следовательно, что превышение пределов обоснованного риска может быть только неосторожным, с виной в форме преступного легкомыслия.

## Обоснованный риск в уголовном законодательстве

### Законодательство стран мира
В большинстве уголовных кодексов стран мира нормы об обоснованном риске отсутствуют. 
Тем не менее, соответствующие нормы предусмотрены законодательством большинства государств СНГ: Белоруссии, Казахстана, Кыргызстана и др. Так, ст. 40 УК Узбекистана устанавливает, что «при оправданном профессиональном или хозяйственном риске ответственность за причинение вреда не наступает и в том случае, если желаемый общественно полезный результат не был достигнут и вред оказался более значительным, чем преследуемая общественно полезная цель».
Норма об обоснованном риске содержится в ст. 27 УК Польши, согласно которой не подлежит ответственности лицо, действующее «с целью проведения познавательного, медицинского, технического или экономического эксперимента, если ожидаемый результат имеет существенное познавательное, медицинское или хозяйственное значение, а надежда на его достижение, целесообразность и способ проведения эксперимента обоснованы в свете современного уровня знаний».
По УК Латвии, оправданным профессиональным риском является «причинение вреда профессиональной деятельностью, имеющей признаки состава преступного деяния, если эта деятельность осуществлялась для достижения социально полезной цели, которую невозможно было достичь иным образом», если лицо приняло все необходимые меры для предотвращения вреда (ст. 33).
Даже если прямо положения о риске не отражены в законодательстве, соответствующие действия могут признаваться непреступными при наличии условий правомерности крайней необходимости или иных обстоятельств, исключающих преступность деяния. Например, ст. 122-4 УК Франции устанавливает, что «не подлежит уголовной ответственности лицо, совершившее действие, предписываемое или разрешённое положениями законов или подзаконных актов», что позволяет осуществлять рискованные действия, если они разрешаются законодательством.

### Законодательство России
Действующий Уголовный кодекс РФ содержит норму об обоснованном риске в ст. 41:

Статья 41. Обоснованный риск
1. Не является преступлением причинение вреда охраняемым уголовным законом интересам при обоснованном риске для достижения общественно полезной цели.
2. Риск признаётся обоснованным, если указанная цель не могла быть достигнута не связанными с риском действиями (бездействием) и лицо, допустившее риск, предприняло достаточные меры для предотвращения вреда охраняемым уголовным законом интересам.
3. Риск не признаётся обоснованным, если он заведомо был сопряжён с угрозой для жизни многих людей, с угрозой экологической катастрофы или общественного бедствия.

Данная статья включает как характеристику случаев, когда риск является обоснованным, так и случаев, когда риск не может быть признан обоснованным. 
Угроза для жизни многих людей — оценочный признак; законом не установлено, какое число людей должно быть поставлено в опасное для жизни состояние для признания факта угрозы именно жизни многих людей. В литературе отмечается, что, как правило, речь идёт о десятках или даже сотнях людей; отмечается также, что не должна приниматься в расчёт угроза жизни самим участникам рискованных действий, которые дали согласие на поставление себя в опасность.
Экологическая катастрофа предполагает создание в результате рискованных действий опасности массовой гибели животных, растительности, значительного загрязнения атмосферы или вод. Угроза общественного бедствия включает поставление в опасность жизненно важных интересов общества в результате, например, пожара, эпидемии и других чрезвычайных ситуаций.
Если лицо совершало действия в условиях, когда обоснованность риска исключалась, это влечёт за собой привлечение его к ответственности на общих основаниях.